# Bandera de Guinea Bissau
La bandera de Guinea Bissau, un país petit de l'Àfrica, entre el Senegal i Guinea Conakry, es compon de tres colors, vermell, groc i verd, més una estrella negra. El disseny d'aquesta bandera està inspirat amb la del Partit Africà per la Independència de Guinea i Cap Verd (PAIGC).

## Significat
Els colors són els típics del panafricanisme amb una significació específica per a cada element:
- El vermell representa la sang vessada pels combatents en la lluita per la llibertat a les jungles de la Guinea. Molts soldats van morir per la independència de la Guinea i del Cap Verd, antigues colònies portugueses fins a la independència el 1975.
- El verd és la via futura, la vegetació i l'esperança en la lluita.
- El groc és el color de l'or. Cabral va dir que la unitat entre nosaltres i l'Àfrica és més preciosa que l'or.
- Les cinc puntes de l'estrella negra són els cinc sentits dels humans: la vista, l'oïda, el gust, l'olfacte i el tacte.

## Colors
| (1973–present) | Negre   | Vermell          | Groc             | Green         |
| -------------- | ------- | ---------------- | ---------------- | ------------- |
| Pantone        | Black c | 032c             | 109c             | 355c          |
| CMYK           | 0-0-0-1 | 0-0.92-0.82-0.19 | 0-0.17-0.91-0.01 | 1-0-0.54-0.38 |
| RGB            | 0-0-0   | 206-17-38        | 252-209-22       | 0-158-73      |
| Hexadecimal    | #000000 | #CE1126          | #FCD116          | #009E49       |